# Österreichische Hockey-Bundesliga (Feld, Damen) 2016/17
Die österreichische Feldhockey-Bundesliga der Damen wurde 2016/17 zum 73. Mal ausgetragen. Es wurden der österreichische Feldhockeymeister und die Vertreter für die europäischen Bewerbe 2016/17 ermittelt. Der Organisator war der Österreichische Hockeyverband (ÖHV) und der Wettbewerb begann im September 2016 und endete im Juni 2017 mit dem Finale. Der Sieger der Meisterschaft hieß zum sechsten Mal in Folge SV Arminen.

## Modus
Die Liga setzte sich aus sieben Mannschaften zusammen. Diese spielten zuerst einen Grunddurchgang, bestehend aus jeweils zwei Spielen (einem Heim- und Auswärtsspiel) gegen die anderen Mannschaften. Die ersten Vier qualifizierten sich, für das „Final-Four“. Dabei spielten sowohl der Erste und der Vierte als auch der Zweite und Dritte des Grunddurchgangs jeweils ein Halbfinale. Die Sieger spielten im Finale um den Meistertitel. Der dritte Platz wurde nicht ausgespielt. Anstatt dessen erging er direkt an den Bestplatzierten des Grunddurchganges, der nicht das Finale erreichte. Eine Relegation wurde nicht durchgeführt da sich es hierbei um die einzige österreichische Damenhockeyliga am Feld handelte. Der Grunddurchgangssieger qualifizierte sich als zweitgereihter Vertreter für den europäischen Bewerb. Für den Fall, dass der Grunddurchgangssieger auch Meister wird, qualifizierte sich der Grunddurchgangszweite für den Europapokal.

### Shoot-Out
Eine Mannschaft erhielt, wie vielen anderen europäischen Ligen, drei Punkte für einen Sieg und null Punkte für eine Niederlage. Im Falle eines Unentschieden nach regulärer Spielzeit wurde ein Shoot-Out gespielt. Der Gewinner dieses Shoot-Outs erhielt zwei Punkte und der Verlierer bekommt einen Punkt. Außerdem wurde im Final-Four auch ein Shoot-Out ausgetragen falls es am Ende eines Spiels Unentschieden stand.

## Teilnehmer
| Stadt          | Club              | Platzierung 2014/15 |
| -------------- | ----------------- | ------------------- |
| Wien           | SV Arminen        | Meister             |
| Wien           | AHTC              | 2. Platz            |
| Wien           | HC Wiener Neudorf | 3. Platz            |
| Wien           | HC Wien           | 4. Platz            |
| Wiener Neudorf | WAC               | 5. Platz            |
| Wien           | Post SV           | 6. Platz            |
| Mödling        | HG Mödling        | 7. Platz            |

| HC Wiener Neudorf |

| HG Mödling |

| AHTC HC Wien Post SV SV Arminen WAC |

## Grunddurchgang

### Tabelle
| Pl. | Club              | Sp. | S | U (SO 1) | N  | Tore  | Diff. | Pkt. |
| --- | ----------------- | --- | - | -------- | -- | ----- | ----- | ---- |
| 1.  | SV Arminen        | 12  | 9 | 3 (3)    | 0  | 44:5  | +39   | 33   |
| 2.  | AHTC              | 12  | 9 | 2        | 1  | 41:5  | +36   | 16   |
| 3.  | WAC               | 12  | 4 | 5 (3)    | 3  | 24:11 | +13   | 20   |
| 4.  | Post SV           | 12  | 5 | 1        | 6  | 21:19 | +2    | 16   |
| 5.  | HC Wien           | 21  | 5 | 0        | 7  | 18:28 | −10   | 15   |
| 6.  | HC Wiener Neudorf | 12  | 3 | 3 (1)    | 6  | 23:23 | 0     | 13   |
| 7.  | HG Mödling        | 12  | 0 | 0        | 12 | 2:82  | −80   | 0    |

| Zum Saisonende 2016/17: |                                                    |
|                         |                                                    |
|                         | Teilnahme am Final Four und am Europapokal 2017/18 |
|                         | Teilnahme am Final-Four                            |

### Ergebnisse
|                   | SVA          | AHTC         | WN           | HCW | WAC          | PSV | HGM  |
| ----------------- | ------------ | ------------ | ------------ | --- | ------------ | --- | ---- |
| SV Arminen        |              | 1:0          | 4:0          | 6:1 | 2:0          | 3:0 | 17:0 |
| AHTC              | 1:1 (1:2 SO) |              | 4:0          | 1:0 | 3:0          | 1:0 | 8:0  |
| HC Wiener Neudorf | 1:1 (0:1 SO) | 1:2          |              | 2:3 | 1:1 (1:3 SO) | 0:1 | 6:0  |
| HC Wien           | 0:2          | 1:7          | 4:2          |     | 0:4          | 0:2 | 3:1  |
| WAC               | 1:1 (0:2 SO) | 1:1 (1:0 SO) | 1:1 (0:1 SO) | 0:1 |              | 3:1 | 5:0  |
| Post SV           | 1:3          | 0:5          | 2:3          | 1:0 | 0:0 (1:2 SO) |     | 9:0  |
| HG Mödling        | 0:3          | 0:8          | 0:6          | 0:5 | 0:8          | 1:4 |      |

## Final-Four
Das Final-Four 2016/17 fand in Mödling beim HG Mödling vom 16. bis zum 18. Juni 2017 statt. Im Rahmen des Final-Four wurden traditionell die Finalspiele der Damen und Herren als auch die Relegation für die Herrenbundesliga ausgerichtet.

### Halbfinale
| 17.06.2017 |     |         |
| SV Arminen | 3:1 | Post SV |
| AHTC       | 1:0 | WAC     |

### Finale
| 18.06.2017 |     |      |
| SV Arminen | 1:0 | AHTC |

## Ranking
| Rang | Club              |
| ---- | ----------------- |
| 1.   | SV Arminen        |
| 2.   | AHTC              |
| 3.   | WAC               |
| 4.   | Post SV           |
| 5.   | HC Wien           |
| 6.   | HC Wiener Neudorf |
| 7.   | HG Mödling        |

|  | Österreichischer Meister und Teilnahme an EuroHockey Club Champions Challenge II 2017 |
|  | Teilnahme an der EuroHockey Club Champions Challenge III 2017                         |

## Individuelle Auszeichnungen
Folgende individuelle Auszeichnungen wurden vergeben:
- Beste Torhüterin des Final-Four: Karin Stiefelmayer (AHTC)
- Beste Spielerin des Final-Four: Joanna Wieloch (SV Arminen)
- Beste Torschützin: Joanna Wieloch (SV Arminen)